# Evangelische Kirche (Ketternschwalbach)

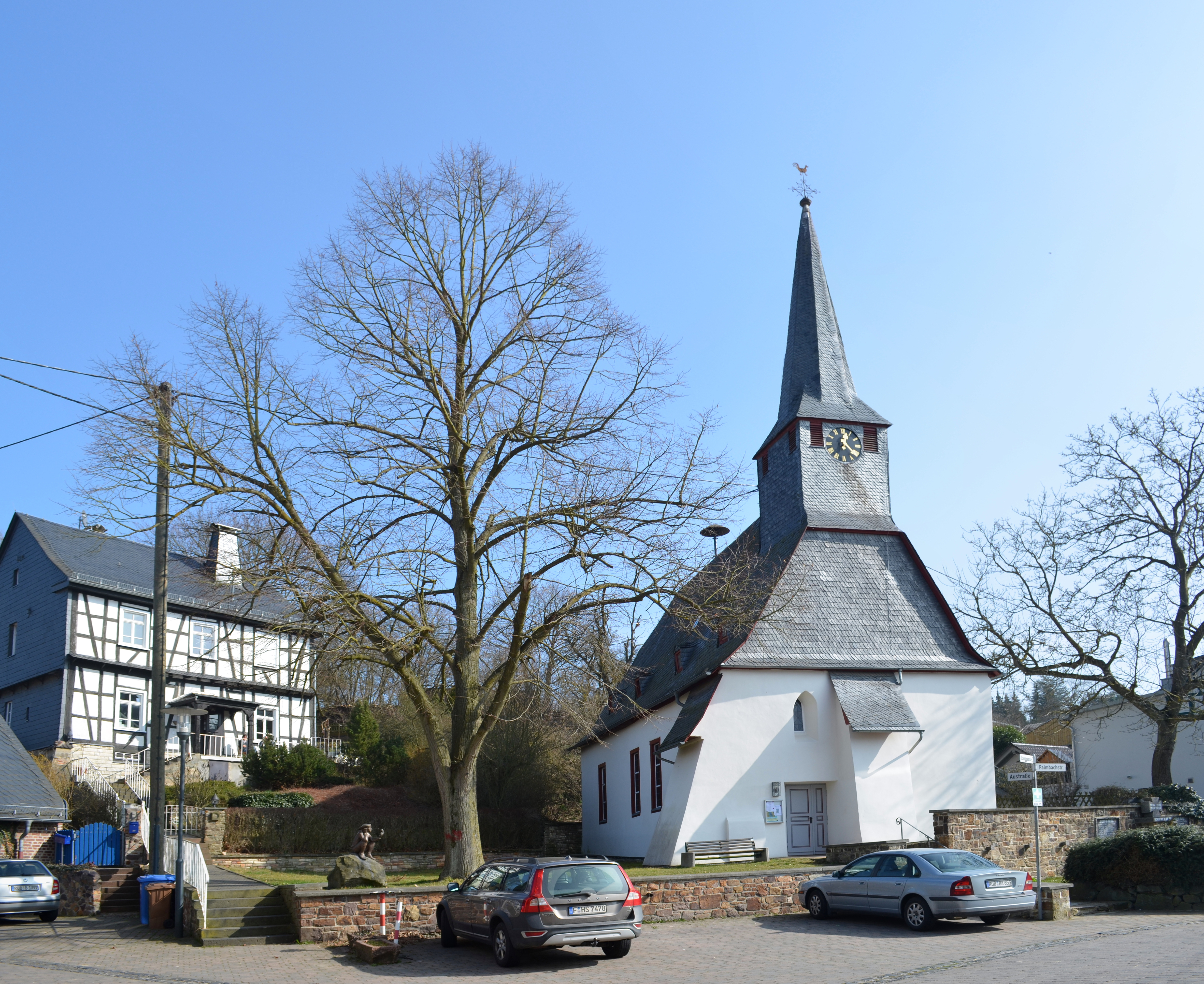
Evangelische Kirche (Ketternschwalbach)

Die Evangelische Kirche Ketternschwalbach ist ein denkmalgeschütztes Kirchengebäude in Ketternschwalbach, einem Ortsteil der Gemeinde Hünstetten im Rheingau-Taunus-Kreis in Hessen. Die Kirchengemeinde gehört zum Dekanat Rheingau-Taunus in der Propstei Rhein-Main der Evangelischen Kirche in Hessen und Nassau.

## Beschreibung
Der Dachturm der Saalkirche, der mit Strebepfeilern an der Fassade im Westen gestützt wird, geht auf das 15. Jahrhundert zurück. Er beherbergt die Turmuhr und den Glockenstuhl, in dem drei Kirchenglocken hängen. Seinen achtseitigen spitzen Helm erhielt er erst später. Das Kirchenschiff wurde im 18. Jahrhundert errichtet. Es enthält Reste eines gotischen Vorgängerbaus. 
Der Innenraum ist mit einer Flachdecke überspannt. Die Empore auf der Westseite wird von einem Unterzug mit einer Stütze in der Mitte getragen. Die Empore befindet sich auf der Seite des Altars. Auf ihr steht die von Johann Wilhelm Schöler gebaute Orgel. Deren Prospekt wurde um 1816 hinzugefügt. Die Kanzel mit ihrem Schalldeckel wurde um 1700 geschaffen. Das Taufbecken stammt von 1719.